# Apostolski kanoni
Apostolski kanoni (grško starogrško Κανόνες τώνάγίων Αποστόλων, Kanónes tónágíon Apostólon) so zbornik 85 pravil, katerih avtorstvo se pripisuje apostolom.

## Problem avtorstva
Sprva je veljalo, da so kanone napisali apostoli in so bili namenjeni Cerkvi. To mnenje je bilo najbolj razširjeno na zahodu in je veljalo celih 15 stoletij. Ko so magdeburški centuriatorji izrazili dvom o avtorstvu teh pravil, se je proti njim postavil Francisco Torres, bolj znan kot Turianus, ki je zagovarjal pristnost apostolskih pravil in rekel, da so bila objavljena na koncilu v Jeruzalemu leta 45.
V 16. stoletju se je resno začelo postavljati vprašanje, kdo je napisal apostolska pravila in kako so vstopila v cerkveno prakso. Največ pozornosti je bilo namenjene 85. apostolskemu kanonu, ki govori o piscu apostolskih kanonov ter njihovi vsebini in ciljih.
85. Novozavezne knjige, ki vstopajo v kanon, so: štirje evangeliji, štirinajst Pavlovih poslanic, dve Petrovi, tri Janezove, Jakobova, Judina, Apostolska dela, dve Klemnovi poslanici in Ustanove, ki sem jih jaz, Klemen, napisal za vas škofe, ki pa se ji ne sme dajati vsem, ker so v njih tajnosti.
— Apostolska pravila
Številne raziskave še vedno niso dale odgovora, kdaj so kanoni nastali, zato se zanje ne more zanesljivo trditi, da so jih napisali apostoli. Problem je v tem, da so bili prvič omenjeni šele na prvem nicejskem koncilu leta 325. Iz tega sledi, da kanonov niso napisali neposredno apostoli, ampak izhajajo iz apostolskega (ustnega) izročila in so jih kasneje zbrali v zbornik, namenjen potrebam Cerkve, neposredno pred prvim koncilom. V zborniku so zbrani kanoni, povezani z apostoli, zato so napisani skladno z učenjem Nove zaveze in apostolskim izročilom. Zaradi obojega so v Cerkvi zelo pomembni.

## Problem števila kanonov
V najstarejših kanonskih zbornikih so apostolski kanoni na prvem mestu, razlikuje pa se njihovo število. Vzhodna cerkev priznava vseh 85 pravil, v zahodnih zbornikih pa je sprejetih samo prvih 50 pravil. Razliko se pojasnjuje s tem, da je moral Dionizij Mali med pripravami zbornika kanonov pravoslavne cerkve za škofa Štefana vanj uvrstiti samo prvih 50 kanonov, ker ostalih 35 ni bilo skladnih z običaji takratne rimske cerkve. Kanon 51 na primer pravi:
51.  Če se katerikoli škof, prezbiter, diakon ali drugi iz duhovniškega zbora vzdrži poroke, mesa in vina, ne zaradi dobrega ravnanja, ampak zaradi gnusa, pri čemer pozablja, da je vse zelo dobro in da je Bog ustvaril moškega in žensko ter zlobno govoreč obsojajo bitje, naj se bodisi popravijo bodisi odstavijo in izključijo iz Cerkve. Isto velja tudi za laike.
— Apostolska pravila
V tistem času je bil v zahodni cerkvi že zelo razširjen celibat.